# ブライアン・ベリー
ブライアン・J・L・ベリーとして知られるブライアン・ジョー・ロブレー・ベリー（Brian Joe Lobley Berry、1934年2月16日 - 2025年1月2日）は、イギリスで生まれたアメリカ合衆国の人文地理学者。ベリーは、テキサス大学ダラス校のロイド・ヴィール・バークナー (Lloyd Viel Berkner) 記念講座の大学評議員教授である。ベリーは、1960年代にその都市研究、地域研究の成果によって地理学における社会科学革命を先導し、以降四半世紀にわたって最も引用される地理学者であった。

## 経歴
ベリーは、イギリス、スタッフォードシャー州セッジレー (Sedgeley) に生まれた。ゲインズボロ (Gainsborough) のQueen Elizabeth's High Schoolとミドルセックス州のActon County Grammar Schoolに学んだベリーは、1955年にロンドン大学ユニヴァーシティ・カレッジを卒業し、経済学で学士 (B.Sc.) を得た。
大学卒業後、ベリーは渡米してワシントン大学の大学院に進み、当時いわゆる「計量革命」のリーダーであった著名な地理学者ウィリアム・ギャリソン (William Garrison) の下で学び、1956年に修士 (M.A.) 、1958年に博士 (Ph.D.) を取得した。
博士号を取得したベリーは、シカゴ大学の教授に任じられ、1976年までその座にあった。このシカゴ大学にいた時期に、ベリーはその都市研究、地域研究の成果によって、地理学における社会科学革命に拍車をかけ、四半世紀にわたって最も引用される地理学者であり続けた。その後、彼の研究の焦点は、長期波動の動態と経済発展のマクロ歴史的な移行や政治的行動との関係へと進んだ。
1976年から1981年まで、ベリーはハーバード大学の教授となり、さらに5年間にわたってカーネギーメロン大学の大学院ハインツ・スクール(現在のハインツ・カレッジ)の学頭を務めた。1986年に、テキサス大学ダラス校へ移り、以降そこに留まっている。
ベリーは、1975年に米国科学アカデミーの会員に選出されており、英国学士院 (British Academy) 、アメリカ芸術科学アカデミー、ユニヴァーシティ・カレッジ・ロンドンそれぞれのフェローでもある。1988年には、王立地理学協会からVictoria Medalを授与されている。1999年には米国科学アカデミー評議員に任命され、2004年にはテキサス医学・工学・科学アカデミー (Academy of Medicine, Engineering and Science of Texas: TAMEST) の創設メンバーのひとりとなった。
2025年1月2日、長い病気の末、テキサス州ドッドシティの自宅で死去。90歳没。

## 著作
ベリーは、500点以上の著書や論文を発表しており、先進国や発展途上国における都市開発や地域開発の活動に関わりながら、理論と実践の架橋を試みている。

### 日本語訳のある著書
- ブライアン・J・L・ベリー 著（西岡久雄、鈴木安昭、奥野隆史 訳）『小売業・サービス業の地理学―市場センターと小売流通』大明堂，1970年．
- ブライアン・ベリー 著（伊藤達雄 訳）『都市化の人間的結果―20世紀の都市が経験した多様な道程』鹿島出版会，1976年．
- ブライアン・J・L・ベリー、ジョン・B・パル (John B. Parr) 著（奥野隆史、西岡久雄、鈴木安昭 訳『小売立地の理論と応用』大明堂，1992年．
- ブライアン・ベリー 著（小川智弘、中村亜紀、小林英一郎 訳）『景気の長波と政治行動』 亜紀書房，1995年．